# Hacienda Copala
Hacienda Copala es una localidad del estado mexicano de Jalisco. Es parte del municipio de Zapopan. Fue fundada el 5 de marzo de 2015.

## Demografía
| Censo | Población |
| ----- | --------- |
| 2020  | 1 590     |